# Estrias glaciais de Witmarsum
As estrias glaciais de Witmarsum situam-se na Colônia Witmarsum, município de Palmeira, estado do Paraná, Brasil, à cerca de 5,4 km da BR-376, entre as cidades de Curitiba e Ponta Grossa e próximo ao Parque Estadual de Vila Velha.

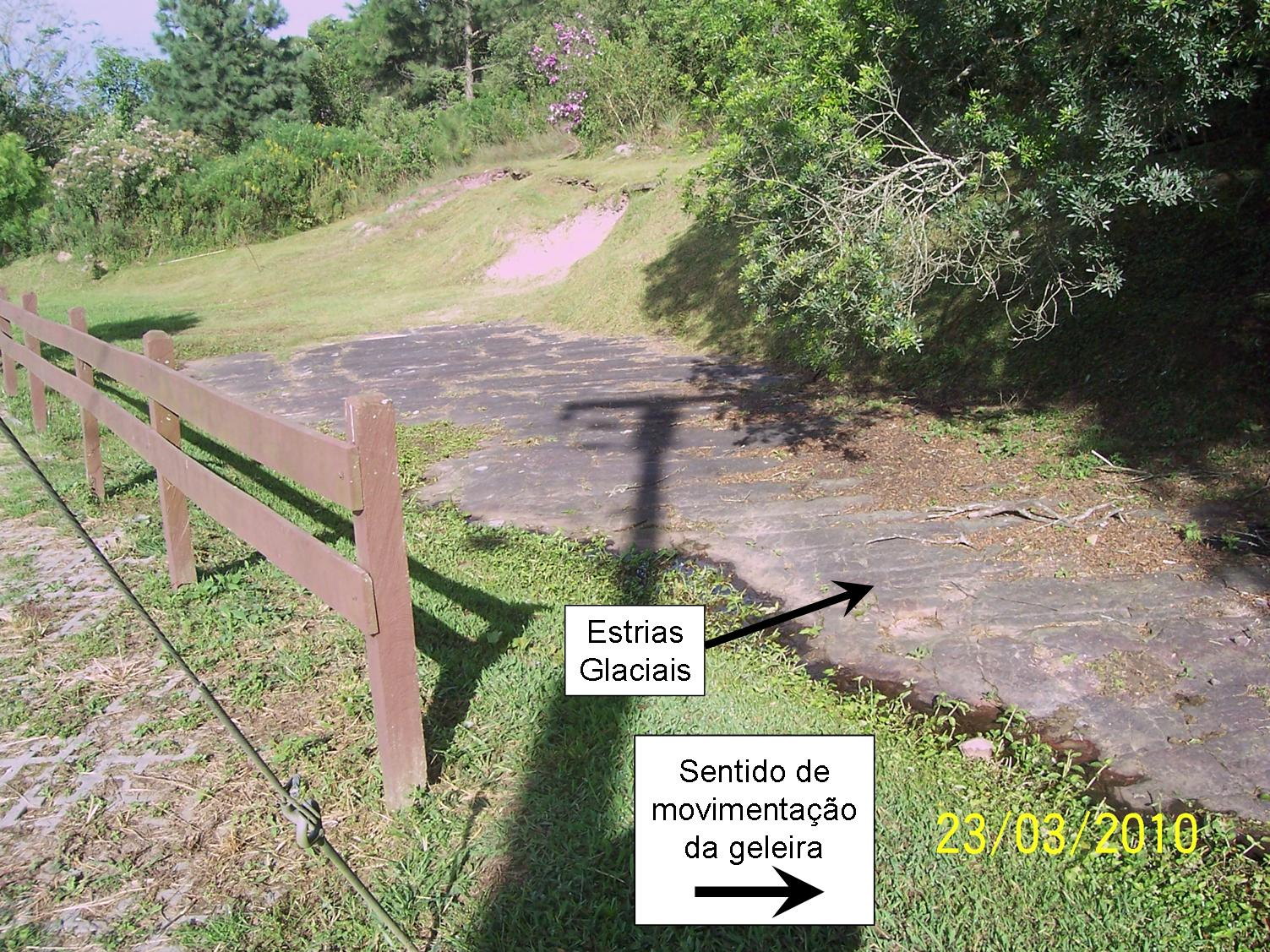
Afloramento mostrando as estrias glaciais de Witmarsum.

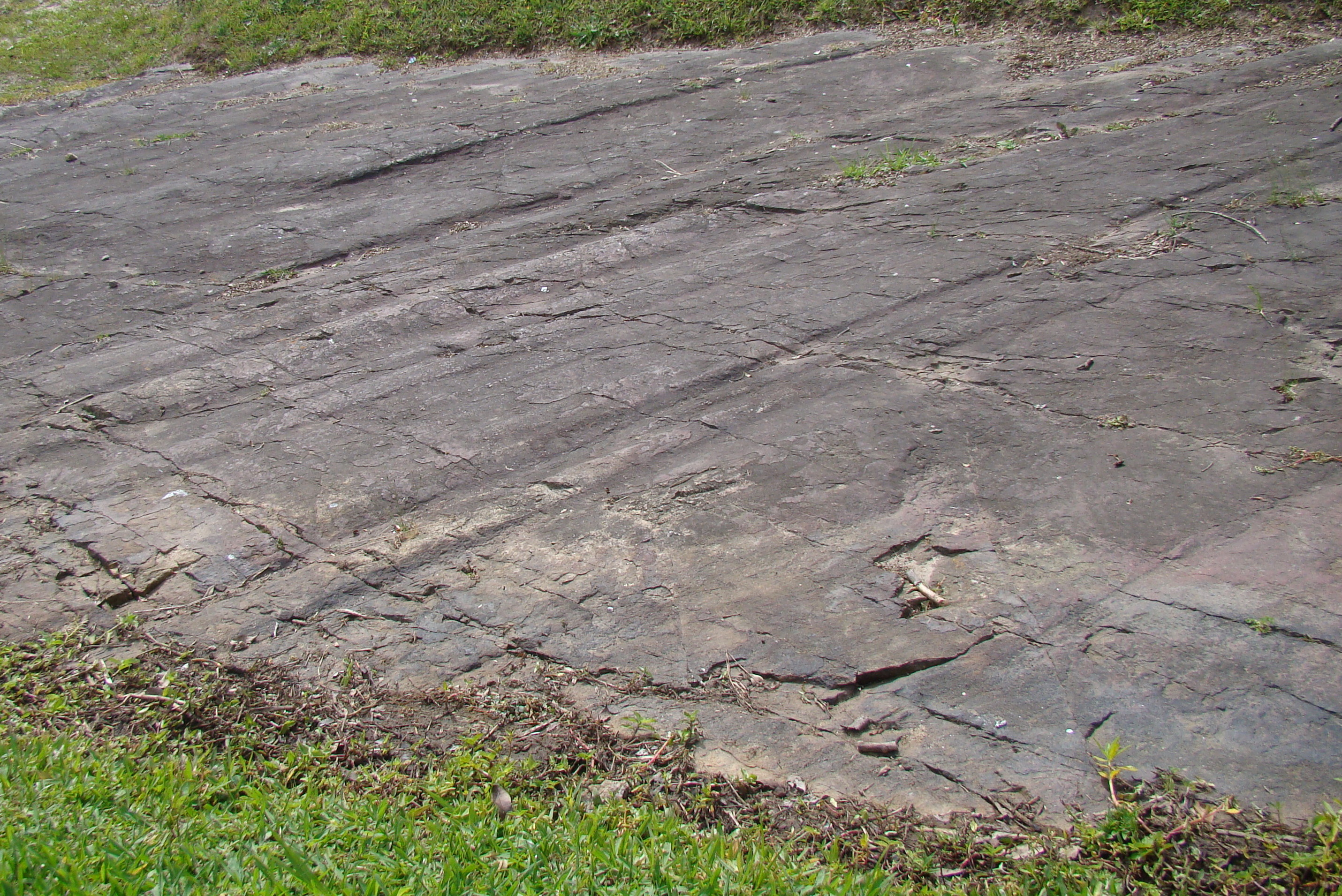
Pavimento estriado de Witmarsum, Paraná, Brasil. Estrias formadas por geleiras da Glaciação Karro.

Este afloramento é um registro marcante da grande glaciação que ocorreu do Carbonífero inferior ao Permiano inferior, entre 360 e 270 milhões de anos atrás, quando toda porção sul do antigo supercontinente Gondwana ficou coberto por espessas camadas de gelo. Esta glaciação é conhecida como Glaciação Karoo.
Trata-se de um pavimento polido com estrias e sulcos de extensão métrica, orientados na direção norte-sul, preservado no topo de uma camada de arenitos. O provável sentido de movimento das geleiras era de sul para norte. Acima do pavimento aflora um diamictito, rocha originada da erosão e deposição causada pelo movimento da geleira sobre o substrato e portadora de clastos facetados e eventualmente estriados. O diamictito pertence ao Grupo Itararé da Bacia do Paraná.
O afloramento foi tombado pela Secretaria da Cultura do Paraná, sendo todo sinalizado. É um dos sítios geológicos brasileiros, definido pela Comissão Brasileira de Sítios Geológicos e Paleobiológicos.